# Rise (Expandis)
Rise is een ep van Expandis, de new waveband van Phil Thornton. Het betekende een terugkeer naar de muziek die Thornton beginjaren tachtig maakte met Not waving... ...I'm drowning, voordat hij zich wendde tot new agemuziek. Rise verscheen als downloadalbum, er werd ook een oplage van honderd compact discs geperst.

## Musici
- John Wilde – zang
- Phil Thornton – gitaar, elektrtonica
- Dave Miller – achtergrondzang en gitaar op track 4

## Muziek
| Nr. | Titel                                                      | Duur |
| --- | ---------------------------------------------------------- | ---- |
| 1.  | To be the one (Navajo mix) (Thornton, Wilde)               | 5:27 |
| 2.  | Prayer mat (Thornton, Wilde)                               | 4:14 |
| 3.  | Hold on (Thornton, Wilde)                                  | 4:41 |
| 4.  | Set the Controls for the Heart of the Sun (Roger Waters)   | 6:25 |
| 5.  | One way to rise (Thornton, Wilde)                          | 4:22 |
| 6.  | To be the one (Thornton, Wilde)                            | 4:27 |
| 7.  | To be the one (precisionsound radio mix) (Thornton, Wilde) | 3:24 |